# توقيت باكستان
توقيت باكستان، هو نظام التوقيت المتبع في باكستان. يزيد 5 ساعات عن التوقيت العالمي المنسق.
في 2002 قررت حكومة باكستان اعتماد التوقيت الصيفي ل«تحقيق أكبر استفادة من ضور النهار وتوفير الطاقة». هذا يجعل باكستان تتقدم بمقدار ساعة بين ليلة السبت والأحد الأولى من أبريل، والعودة إلى التوقيت الأصلي في 15 أكتوبر من كل عام. وقد اعتمد هذا التوقيت لمدة سنة واحدة على أساس التجربة.
انتهى استخدام التوقيت الصيفي في الأحد الأول من أكتوبر للعام 2002 في الساعة 00:01، ولم يستخدم من ذلك الحين. كان السبب وراء إلغاء النظام الصيفي اختلاط الناس بين التوقيت الفعلي والتوقيت الصيفي. وسمي التوقيت الصيفي في باكستان «وقت مشرف»، وسبب التسمية بهذا الاسم هو لأن الرئيس الباكستاني برويز مشرف كان أول من اعتمد التوقيت الصيفي.

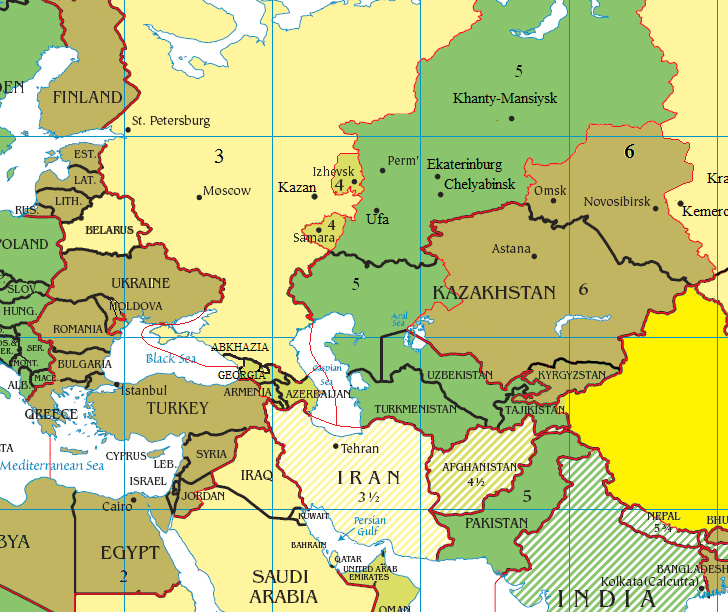
توقيت باكستان

## روابط خارجية
- التوقيت الان في باكستان